# Rallye Safari 1974
Die 22. Rallye Safari war der 2. Lauf zur Rallye-Weltmeisterschaft 1974. Sie fand vom 11. bis zum 15. April in der Region von Nairobi statt. Insgesamt wurden auf der 5222 Kilometer langen Strecke 80 Zeitkontrollen durchgeführt.

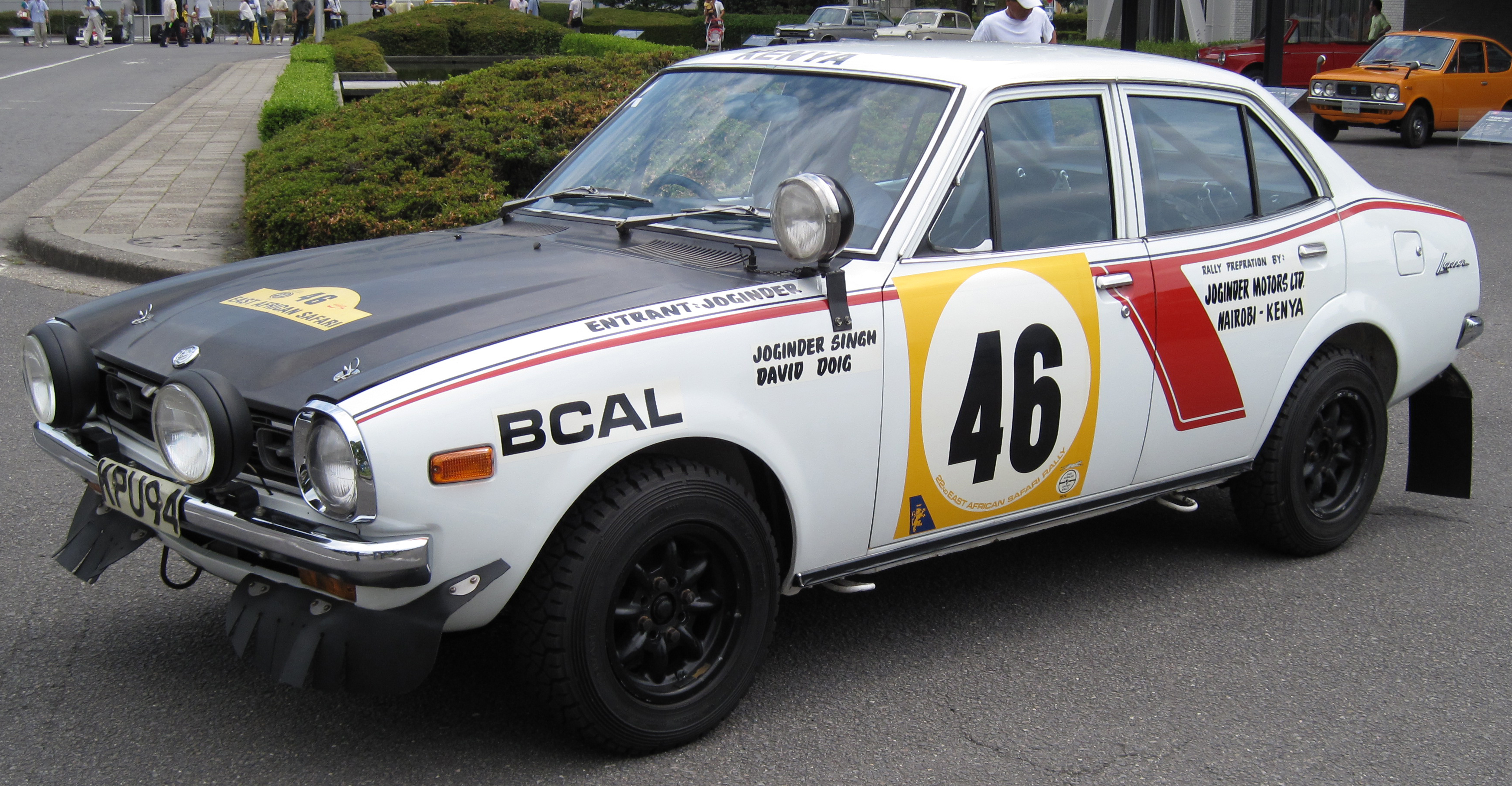
Das Sieger-Fahrzeug der Rallye Safari 1974, der Mitsubishi Colt Lancer von Joginder Singh.

## Klassifikationen

### Endergebnis
| Rang | Fahrer          | Co-Pilot          | Auto                       | Zeit (Std./Min./Sek.) | Rückstand Sieger(Std./Min./Sek.) Rückstand V (Min./Sek.) |
| ---- | --------------- | ----------------- | -------------------------- | --------------------- | -------------------------------------------------------- |
| 1    | Joginder Singh  | David Doig        | Mitsubishi Colt Lancer     | 11:18:00              | 0:00:00 00:00                                            |
| 2    | Björn Waldegård | Hans Thorzelius   | Porsche 911                | 11:46:00              | 0:28:00 28:00                                            |
| 3    | Sandro Munari   | Lofty Drews       | Lancia Fulvia 1.6 Coupé HF | 12:22:00              | 1:04:00 36:00                                            |
| 4    | Harry Källström | Claes Billstam    | Datsun 260Z                | 13:01:00              | 1:43:00 39:00                                            |
| 5    | Zully Remtulla  | Nizar Jivani      | Datsun 260Z                | 13:29:00              | 2:11:00 28:00                                            |
| 6    | Rauno Aaltonen  | Wolfgang Stiller  | Datsun 260Z                | 13:46:00              | 2:28:00 17:00                                            |
| 7    | Bert Shankland  | Chris Bates       | Peugeot 504                | 14:02:00              | 2:44:00 16:00                                            |
| 8    | Peter Huth      | Philip Rea Hechle | Peugeot 504                | 14:41:00              | 3:23:00 39:00                                            |
| 9    | Vic Preston jr. | Roger Barnard     | Ford Escort RS 1600        | 14:56:00              | 3:38:00 15:00                                            |
| 10   | Robin Ulyate    | Ivan Smith        | Fiat 124 Abarth Rallye     | 15:13:00              | 3:55:00 17:00                                            |

Insgesamt wurden 16 von 99 gemeldeten Fahrzeuge klassiert.

### Herstellerwertung
| Pos. | Team       | Punkte |
| ---- | ---------- | ------ |
| 1    | Fiat       | 21     |
| 2    | Mitsubishi | 20     |
| 3    | Datsun     | 18     |
| 4    | Porsche    | 15     |
| 5    | Lancia     | 12     |

Die Fahrer-Weltmeisterschaft wurde erst ab 1979 ausgeschrieben.